# Reinhold Zumtobel
Reinhold Zumtobel (* 24. Februar 1878 in Hausen im Wiesental; † 27. September 1953 in Freiburg im Breisgau) war ein deutscher Zeitungsredakteur, Gewerkschafter und SPD-Politiker.

## Leben
Nachdem seine Mutter Heiligabend gestorben und weil der Vater alkoholabhängig war, war der Halbwaise zunächst als sogenannter „Gemeindebub“ auf Wohlfahrtsleistungen seiner südbadischen Geburtsgemeinde Hausen im Wiesental angewiesen. Reinhold Zumtobels beruflicher Weg begann als Arbeiter in einer örtlichen Fabrik. Im Jahr der Reichstagswahl 1903 initiierte Zumtobel die Gründung des SPD-Ortsvereins in Hausen im heute nicht mehr bestehenden Gasthaus „Krone“. Die SPD errang bei dieser Wahl in Hausen sensationell die absolute Mehrheit, war damit regionale Hochburg der Partei. Auch im SPD-Bezirk Schopfheim war Zumtobel einer der führenden Persönlichkeiten. Die SPD nominierte ihn daraufhin zum Landtagskandidaten und ermöglichte ihm 1910 den Besuch ihrer Reichsparteischule für künftiges Führungspersonal in Berlin. Nach deren Abschluss wurde er Chefredakteur der ersten sozialdemokratischen Zeitung in Freiburg im Breisgau, der „Volkswacht“. Politische Gegner strengten in dieser Zeit mehrere Gerichtsverfahren gegen ihn an, da er vor Ausbruch des Ersten Weltkriegs einen anonymen, von Rosa Luxemburg stammenden, antimilitaristischen Artikel abgedruckt hatte. Auf dem ersten Reichsrätekongress in Berlin (1918) war Zumtobel einer der badischen Delegierten. Ab 1919 war er Stadtrat für die SPD in Freiburg. Nach dem Reichstagsbrand 1933 wurde er verhaftet, die „Volkswacht“ verboten, Zumtobel mit Berufsverbot belegt. Ersatzweise schrieb er nun für die Sonntagsbeilage des Markgräfler Tagblattes Artikel über den von ihm bewunderten alemannischen Dichter Johann Peter Hebel, heimatgeschichtliche Arbeiten und wirkte maßgeblich an der Entstehung der ersten Hausener Ortschronik mit. Im Zuge der „Gleichschaltung“ verlor Zumtobel auch sein politisches Mandat und erlitt wiederholte Schikanen. Im Zusammenhang mit dem Stauffenberg-Attentat auf Hitler vom 20. Juli 1944 wurde er erneut verhaftet. Zumtobel starb 1953 in Freiburg; er wurde auf dem Friedhof von Hausen bestattet.

## Ehrungen
- 1949: Ehrenbürger seines Geburtsortes Hausen im Wiesental
- 10. Mai 1953: Verleihung des Johann-Peter-Hebel-Preises durch den ersten baden-württembergischen Kultusminister Gotthilf Schenkel aufgrund seiner Verdienste um die Heimatpflege „in Anerkennung seines volkstümlichen dichterischen Schaffens und Wirkens im Geist Johann Peter Hebels“. Die Verleihung war umstritten, da sie entgegen anderslautenden Vorschlägen des Lörracher Hebelbundes und des Regierungspräsidiums Freiburg durch den Kultusminister erfolgte; in der regionalen Presse wurde ironisch von "Schenkeldruck" gesprochen[1]. Zumtobel war zuvor jedoch bereits zweimal aus der Region als Preisträger vorgeschlagen worden. Zumtobel selbst schreibt zu diesem Streit in seinen Lebenserinnerungen süffisant: „Das badische Kultusministerium unter den Herren Wohleb und Fleig [Anmerkung: Ministerialdirektor im badischen Kultusministerium] hält aber scheints nur Personen des Hebelpreises für würdig, die zwar in Hebels Heimat kein Mensch kennt, die aber an der Spitze des Geisteslebens der ganzen Welt stehen“.

## Werke
- Vom Gemeindebub zum Ehrenbürger: kurvenreicher Lebensweg eines Hebelverehrers. Autobiografie. Selbstverlag, um 1950.
- Mit Hebel in der Heimat. Uehlin, Schopfheim 1949.
- Johann Georg Behringer, Reinhold Zumtobel (Verf.), Gemeinde Hausen (Hrsg.): Hausen im Wiesental, das Heimatdorf unseres alemannischen Dichters Johann Peter Hebel. Ortschronik. Gemeinde Hausen, 1937. ohne Fotos im Internet Archive.
- Johann Georg Behringer, Reinhold Zumtobel: Das Eisenwerk in Hausen. In: Das Markgräflerland, Heft 2/1936, S. 76–80 Digitalisat der UB Freiburg
- Johann Georg Behringer, Reinhold Zumtobel: Das Eisenwerk in Hausen. (1. Fortsetzung), In: Das Markgräflerland, Heft 3/1936, S. 106–109 Digitalisat der UB Freiburg
- Johann Georg Behringer, Reinhold Zumtobel: Das Eisenwerk in Hausen. (Schluß), In: Das Markgräflerland, Heft 4/1936, S. 119–128 Digitalisat der UB Freiburg

## Archivalien
- Staatsarchiv Freiburg, Bestand A 40/1 Nr. 258: Anzeige gegen Reinhold Zumtobel, Redakteur der Volkswacht, Freiburg wegen Vergehen gegen das Pressegesetz (unwahre Behauptungen über den Jungdeutschen Orden), August–September 1924.
- Staatsarchiv Freiburg, Bestand C 5/1 Nr. 817: Verleihung des Hebelpreises, Faszikel 1950–1953.